# Барка (река)
Вижте пояснителната страница за други значения на Барка.

Барка (на арабски: نهر بركة – nahr Baraka) е река, простираща се от възвишенията на Еритрея до равнините на Судан.
Реката има дължината от над 640 km. Извира в района на Асмара и тече в северозападна посока през Агордат. Близо до границата със Судан се слива с река Ансеба.